# Бетонний канал

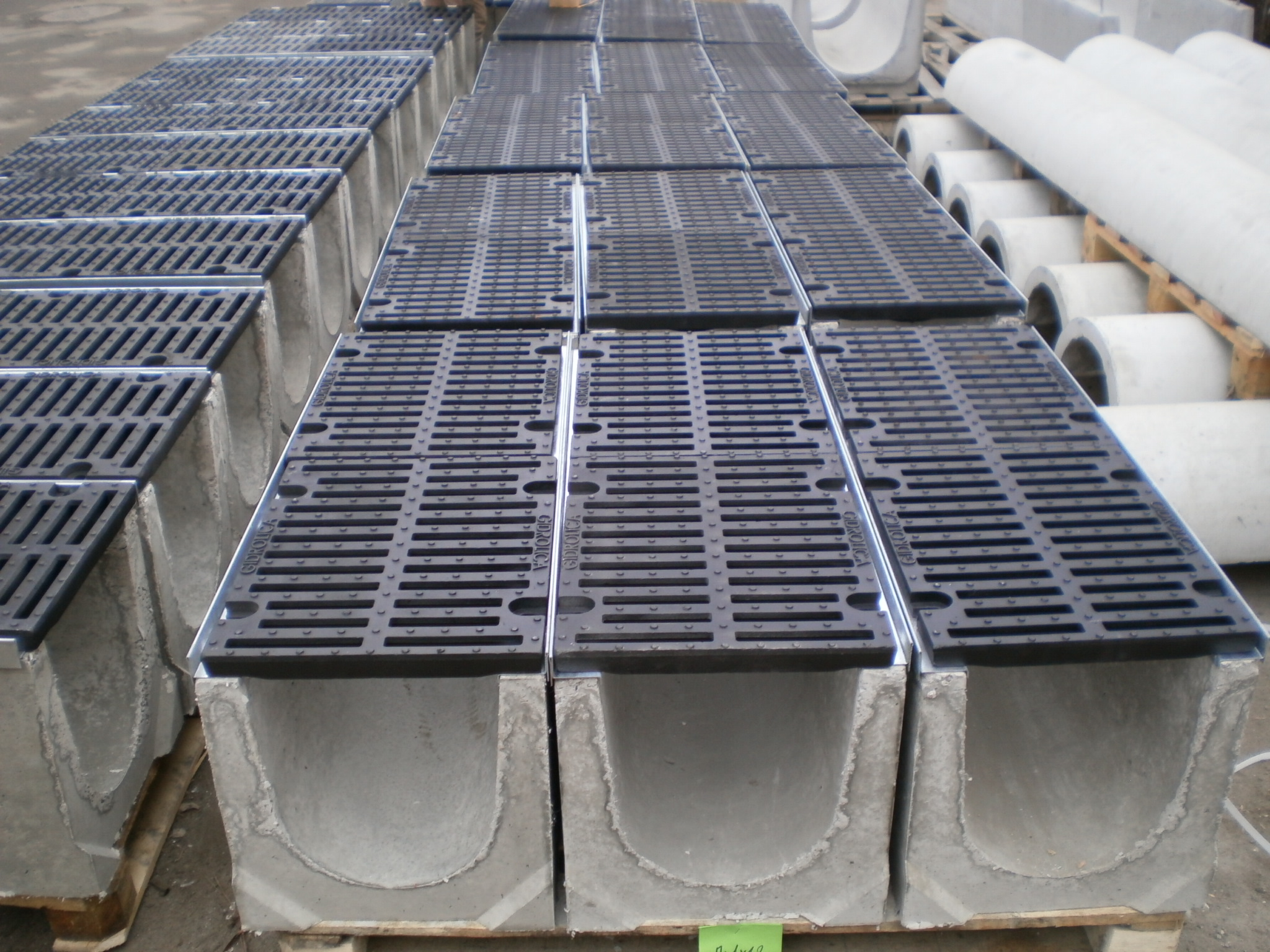
Бетонний канал, бетонні лотки

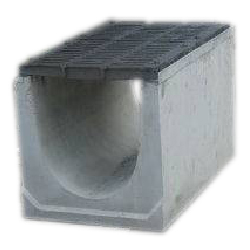
Бетонний канал-лоток

Бетонні канали (також відомі як бетонні жолоби або бетонні лотки) — основа системи поверхневого (лінійного)  водовідведення. 

## Загальна характеристика
Широко застосовуються для відведення дощових і талих вод у місцях з самим різним рівнем навантаження — як на тротуарах, автомобільних дорогах та газонах садових ділянок, так і на території аеропортів або вантажних терміналів. У залежності від передбачуваного навантаження і потенційного обсягу  стічних вод, можуть мати різну глибину посадки і при необхідності, оснащуватися сталевими насадками для підвищення міцності. Укладаються врівень з поверхнею, як правило, закривається чавунною або сталевою ґраткою.
Бетонні канали поєднують в собі міцність, надійність, стійкість до погодних умов і агресивних середовищ, простоту виготовлення і здатність витримувати сильні динамічні і статичні навантаження, що особливо важливо для місць з підвищеною прохідністю вантажного транспорту.
Бетонні канали розрізняються за способом виготовлення і класу допустимих навантажень.

## Методи виготовлення

### Вібролиття
Вібролиття — це ущільнення бетонної суміші у формі на вібростолі (поверхня столу безперервно вібрує). Після того, як  бетонна суміш утрамбувалась, форму знімають зі столу і залишають в теплому місці до отримання готового продукту. Даний метод був основним до середини 1990-х років.
Переваги — відносно швидке виготовлення (технологічний цикл займає від 12 до 48 годин), невисокі витрати на обладнання, а також відсутність потреби у кваліфікованому персоналі.
Серед недоліків — схильність впливу вологості, температури і дії хімічно активних матеріалів.

### Вібропресування
Вібропресування — вдосконалений метод, який дозволяє уникнути основних недоліків вібролиття. Жорстка (або особливо жорстка) бетонна суміш укладається в прес-форму (матрицю), якій передається вібрація одним з трьох основних способів. Вібрація може передаватися від вібро-столу, від вібро-блоків закріплених на матриці і від вібро-вузла закріпленого на пуансоні. Пуансон (форма зворотня матриці, точно входить в неї) також вібрує і давить зверху до повного ущільнення суміші. Після цього матриця піднімається, а пуансон залишається на місці притримуючи виріб і на піддоні залишається готовий виріб.
Заливка бетону під пресом дозволяє вичавити з сировини зайву вологу і видалити дрібні бульбашки повітря, які утворюють порожнечі у виробі. Якщо пористі бетонні канали поглинають вологу і з часом руйнуються від перепаду температур, то бетонні канали, виготовлені методом вібропресування, не мають у своїй товщі порожнин, і волозі просто нікуди вбиратися.
Вібропресування на сьогодні — основний метод виготовлення бетонних каналів.

### Фіброве армування
Фіброве армування зміцнює матеріал і додає еластичність, не властиву звичайному бетону. Армуючі волокна за своєю природою здатні сприймати значно більші напруги, ніж проста бетонна матриця.
Для армування використовуються як синтетичні, так і сталеві волокна. Іноді знаходять застосування такі матеріали як базальт, вуглець та інші. Найбільша міцність досягається при вдалому поєднанні компонентів, основним з яких є фібра — сталева або синтетична. Найважливіші характеристики фібробетону — висока міцність на розтягування і ударна міцність (ударна в'язкість).

## Виробники

### Україна
- ООО «Os-nova»(Ос-нова)

### Європа
- «Hauraton» (Німеччина)
- «ACO Group» (Німеччина)
- «Mufle System» (Італія)
- «BIRCO» (Німеччина)

## Класи навантажень
- A15 —  Пішохідні зони, тротуари, велосипедні доріжки, сквери, благоустрій дворів, індивідуальна забудова.
- B125 — Індивідуальна забудова, приватні гаражі, сади і парки, штучний ландшафт, паркування легкових автомобілів.
- C250 — Пішохідні зони, узбіччя доріг, стоянки автомобілів, гаражі, підприємства автосервісу, благоустрій територій.
- D400 —  АЗС, автомийки, промислові зони, транспортні термінали, автодороги і автопідприємства.
- E600 — Аеропорти, автомагістралі, промислові підприємства, причали, АЗС, транспортні термінали і склади.
- F900 — Аеропорти, промислові зони, транспортні термінали, транспортні вузли, об'єкти з особливо важкими навантаженнями на дорожнє покриття.

## Нормативно-технічні документи, стандарти
- ГОСТ 13015-2003 "Вироби залізобетонні та бетонні для будівництва. Загальні технічні вимоги. Правила приймання, маркування, транспортування і зберігання "
- ДСТУ Б А.1.1-58-95. Технологія важких бетонів та залізобетонних виробів. В'яжучі системи.
- ДСТУ Б А.1.1-59-95. Технологія важких бетонів та залізобетонних виробів. Бетонні, розчинні суміші та бетони.